# عبد الرحمن الدهاس
عبد الرحمن الدهاس هو سفير خادم الحرمين الشريفين في الغابون منذ تعيينه في 18 نوفمبر 2018، وسفير غير مقيم لدى الكونغو.

## الحياة الشخصية
اسمه الكامل هو عبد الرحمن بن سالم بن سليمان الدهاس، وهو من مواليد 20 أغسطس 1974 في الطائف، ويُتقن اللغتان الإنجليزية والتركية بجانب لغته الأم العربية.

## التعليم
- حصل على شهادة البكالوريوس في العلوم السياسية من جامعة الملك عبد العزيز.[3]

- حصل على دبلوم بعد الجامعة -دراسات دبلوماسية- من معهد الأمير سعود الفيصل للدراسات الدبلوماسية.[3]